# Affaire de Petare
 (juillet 2014).
L'affaire de Petare concerne la prétendue vision d'extraterrestres par José Ponce et Gustavo González à Petare, au Venezuela, le 29 novembre 1954.

## Rapport
Environ entre 2 h et 2 h 30 du matin, en conduisant de Caracas (la capitale du Venezuela) à Petare en monospace, Ponce et González aperçoivent une grande sphère très lumineuse, et une créature horrifiante dans la rue. González tente de capturer la petite créature, mais cette dernière réussit à se libérer. Deux autres « extraterrestres » apparaissent soudainement ensuite, probablement pour aider leur « ami ». González tente de tuer l'un d'eux au couteau, mais sans impact car la peau est trop robuste pour la transpercer. En riposte, la créature essaye d'attaquer González avec ses grandes griffes. Finalement, Ponce et González sont paralysés par une « vibration », tandis que les créatures entrent dans la sphère et repartent aussitôt du lieu.    
À la suite de cet incident traumatisant, les deux témoins rapportent leur expérience au bureau de l'inspectorat de la circulation qui se trouve juste à côté. Les policiers les ayant interrogés confirment n'avoir décelé aucune alcoolémie, ni même aucun trouble psychiatrique chez les deux individus. Selon leur description, ces créatures possédaient des yeux lumineux, physiquement poilus, costauds et rapides.